# Rośliny przemysłowe

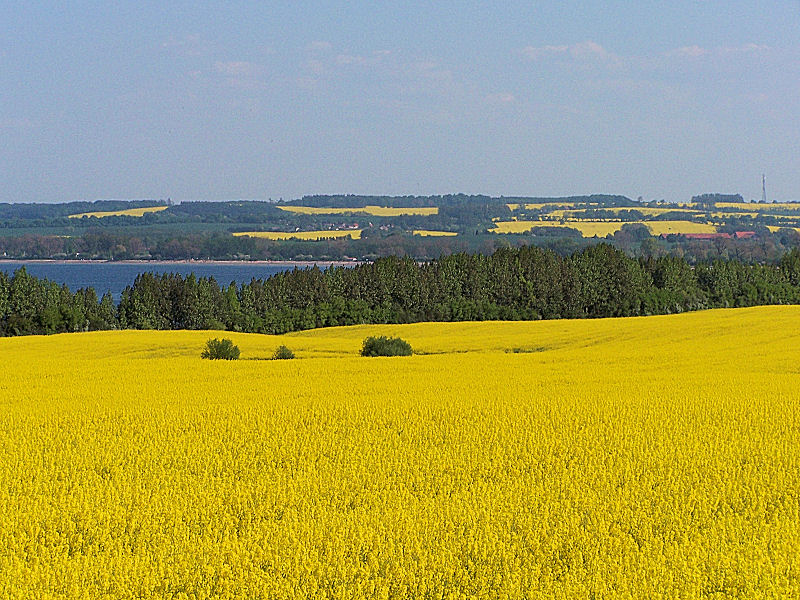
Rzepak może być wykorzystany jako surowiec do produkcji oleju jadalnego oraz biodiesla

Rośliny przemysłowe – rośliny uprawne, uprawiane jako surowiec dla przemysłu. 
Rośliny przemysłowe uprawiane w Polsce:
- rośliny oleiste (np. rzepak, słonecznik),
- rośliny włókniste (np. len, konopie siewne),
- rośliny specjalne, takie jak: tytoń, chmiel, wiklina koszykarska,
- rośliny lecznicze,
- rośliny przyprawowe,
- rośliny olejkodajne.